# Sivec
Sivec je priimek več znanih Slovencev:
- Anica Sivec (*1936), pisateljica
- Anica Sivec (1947—2013), igralka
- Franc Sivec (1861—1944), učitelj, šolnik
- Franc Sivec (1890—1958), učitelj, član TIGR
- Franc Sivec (1919—2009), orglavec in zborovodja
- Ignac Sivec (*1947), zoolog, entomolog
- Irena Rajterič Sivec (*1946), arheologinja
- Ivan Sivec (1892—1986), klasični filolog, gimnazijski profesor
- Ivan Sivec (*1949), novinar, pisatelj, publicist in popotnik
- Janez Sivec, prevajalec iz angleščine (v 1960. letih)
- Jože (Josip) Sivec (1896—1974), arhitekt
- Jože Sivec (1930—2017), muzikolog, univerzitetni profesor
- Marija Sivec, čebelarka, presdednica Čebelarske zveze Slovenije
- Stanko Sivec (1926—2018), duhovnik, pisec spominov
- Vesna Sivec Poljanšek, literarna kritičarka, urednica in prevajalka